# Madison Park
Madison Park és una concentració de població designada pel cens dels Estats Units a l'estat de Nova Jersey. Segons el cens del 2000 tenia 6.929 habitants.

## Demografia
Segons el cens del 2000, Madison Park tenia 6.929 habitants, 2.468 habitatges, i 1.772 famílies. La densitat de població era de 1.631,3 habitants/km².
Dels 2.468 habitatges en un 39,1% hi vivien nens de menys de 18 anys, en un 53,7% hi vivien parelles casades, en un 12,5% dones solteres, i en un 28,2% no eren unitats familiars. En el 23,2% dels habitatges hi vivien persones soles el 5,3% de les quals corresponia a persones de 65 anys o més que vivien soles. El nombre mitjà de persones vivint en cada habitatge era de 2,81 i el nombre mitjà de persones que vivien en cada família era de 3,37.
Per edats la població es repartia de la següent manera: un 27,2% tenia menys de 18 anys, un 8,3% entre 18 i 24, un 35,9% entre 25 i 44, un 20,3% de 45 a 60 i un 8,3% 65 anys o més.
L'edat mediana era de 34 anys. Per cada 100 dones de 18 o més anys hi havia 91,7 homes.
La renda mediana per habitatge era de 52.263 $ i la renda mediana per família de 56.025 $. Els homes tenien una renda mediana de 40.766 $ mentre que les dones 31.890 $. La renda per capita de la població era de 21.622 $. Aproximadament el 6% de les famílies i el 8% de la població estaven per davall del llindar de pobresa.

## Poblacions més properes
El següent diagrama mostra les poblacions més properes.